# Metasia laristanalis
Metasia laristanalis là một loài bướm đêm trong họ Crambidae.